# Kanakomyrtus myrtopsidoides
Kanakomyrtus myrtopsidoides är en myrtenväxtart som först beskrevs av André Guillaumin, och fick sitt nu gällande namn av Neil Snow. Kanakomyrtus myrtopsidoides ingår i släktet Kanakomyrtus och familjen myrtenväxter. Inga underarter finns listade i Catalogue of Life.